# 窝夫街

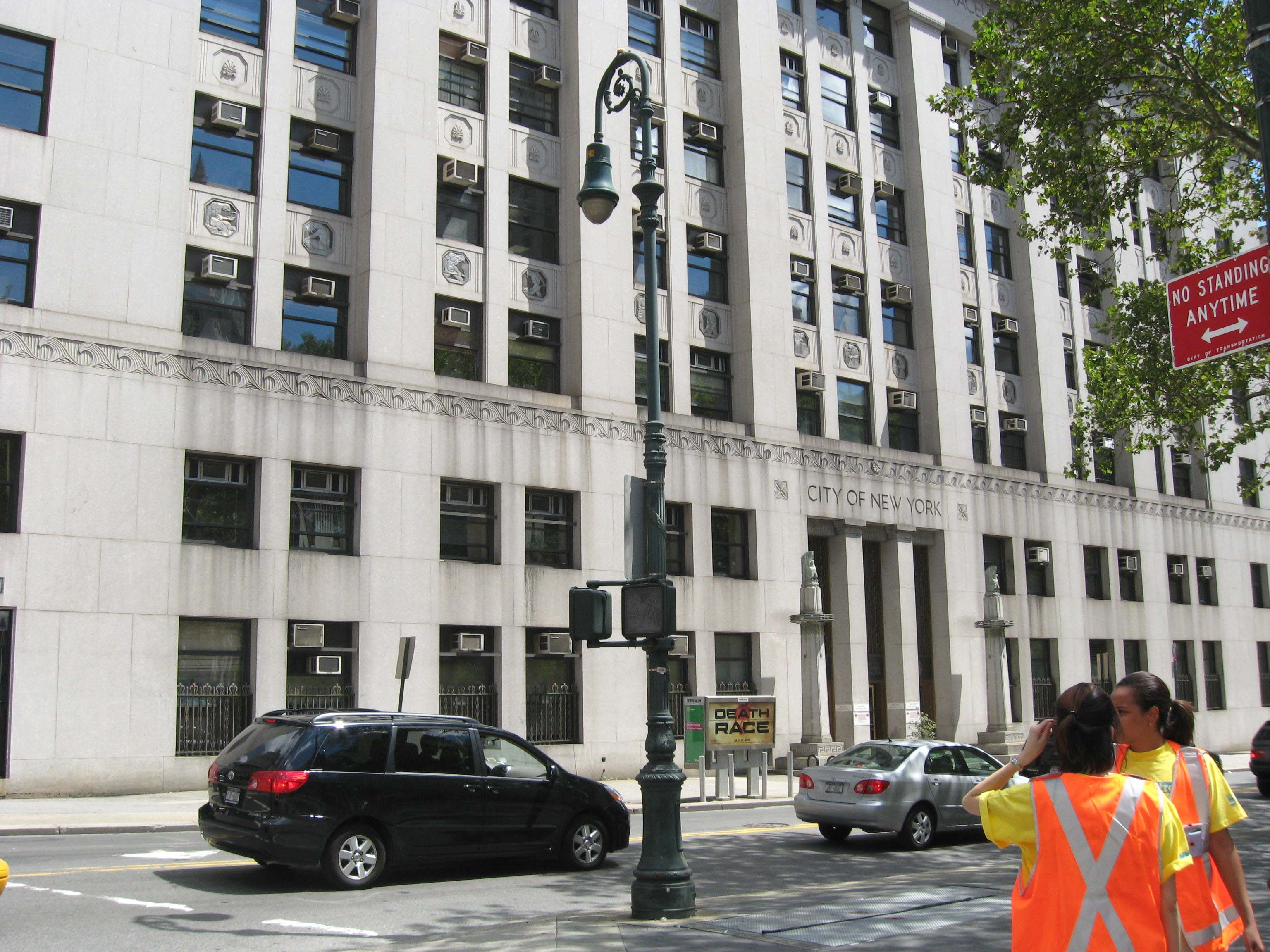
窝夫街125号

窝夫街（Worth Street）是纽约市曼哈顿下城的一条街道，东西走向。西起翠貝卡的哈德逊街（Hudson Street），东到曼哈顿华埠的且林士果（Chatham Square）。
窝夫街中段的弗利广场集中分布了政府办公楼和法院大楼。窝夫街125号（中央街路口）设有纽约市健康医疗署总部、健康与心理卫生署和卫生署。此外，第一司法區纽约最高法院设于中央街60号纽约县法院大楼和中央街80号（路易·莱夫科维茨大楼），美国纽约南区联邦地区法院设于珍珠街500号丹尼尔·帕特里克·莫伊尼汉联邦法院大楼，均在窝夫街设有入口。
纽约地铁的IRT萊辛頓大道線曾在1904-1962年之间设有窝夫街站。
2016年2月5日，在窝夫街西端的哈德逊街60号，发生起重机倒塌事故，造成1人死亡，2人受伤。